# Aname tatarnici
Espèce
Aname tatarnici est une espèce d'araignées mygalomorphes de la famille des Anamidae.

## Distribution
Cette espèce est endémique d'Australie-Méridionale. Elle se rencontre dans le Grand désert de Victoria vers Hughes Siding.

## Description
Le mâle holotype mesure 21,9 mm.

## Systématique et taxinomie
Cette espèce a été décrite par Wilson, Rix et Harvey en 2023.

## Étymologie
Cette espèce est nommée en l'honneur de Nikolai Tatarnic.

## Publication originale
- Wilson, Rix & Harvey, 2023 : « Description of five new Aname L. Koch, 1873 (Araneae, Anamidae) species collected on Bush Blitz expeditions. » European Journal of Taxonomy, vol. 890, p. 1-22 (texte intégral).